# 6 Horas de Silverstone

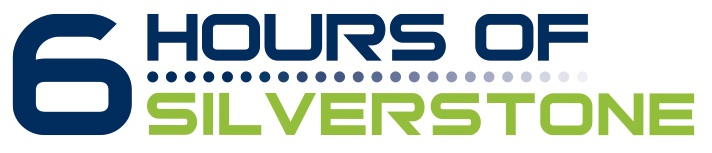
Logo

Las 6 Horas de Silverstone es una carrera de resistencia que se disputa con sport prototipos y gran turismos en el circuito de Silverstone, Reino Unido. Tuvo otras duraciones además de 1000 km, y solía disputarse en mayo hasta que comenzó a formar parte de la Le Mans Series en la década de 2000.
Surgió en el año 1976 como las 6 horas de Silverstone, para sustituir a la fecha de Brands Hatch del Campeonato Mundial de Resistencia mientras ese circuito era remodelado. Una vez que Brands Hatch retornara al calendario en 1977, ambas competencias convivieron durante más de una década. El formato de la carrera de Silverstone pasó a ser de 1000 km en la edición de 1983, imitando a la mayoría de las fechas del campeonato. Fue sustituida por única vez en 1989 por Donington Park. Las ediciones de 1990, 1991 y 1992 duraron respectivamente 480, 430 y 500 km, como consecuencia de un cambio reglamentario de los motores del Grupo C. El Campeonato Mundial de Resistencia se dejó de disputar luego de la temporada 1992, y por tanto también los 1000 km de Silverstone.

La BPR Global GT Series corrió una carrera de cuatro horas en Silverstone en 1995 y 1996, y el Campeonato FIA GT visitó el circuito cada mayo entre 1997 y 2002. Sin embargo, esas competiciones llevaron el título "Trofeo del Imperio Británico" y ningún sport prototipo participó de ellas, por lo que se las considera eventos distintos. El Campeonato de la FIA de Sport Prototipos solamente usó Donington Park como fecha británica.

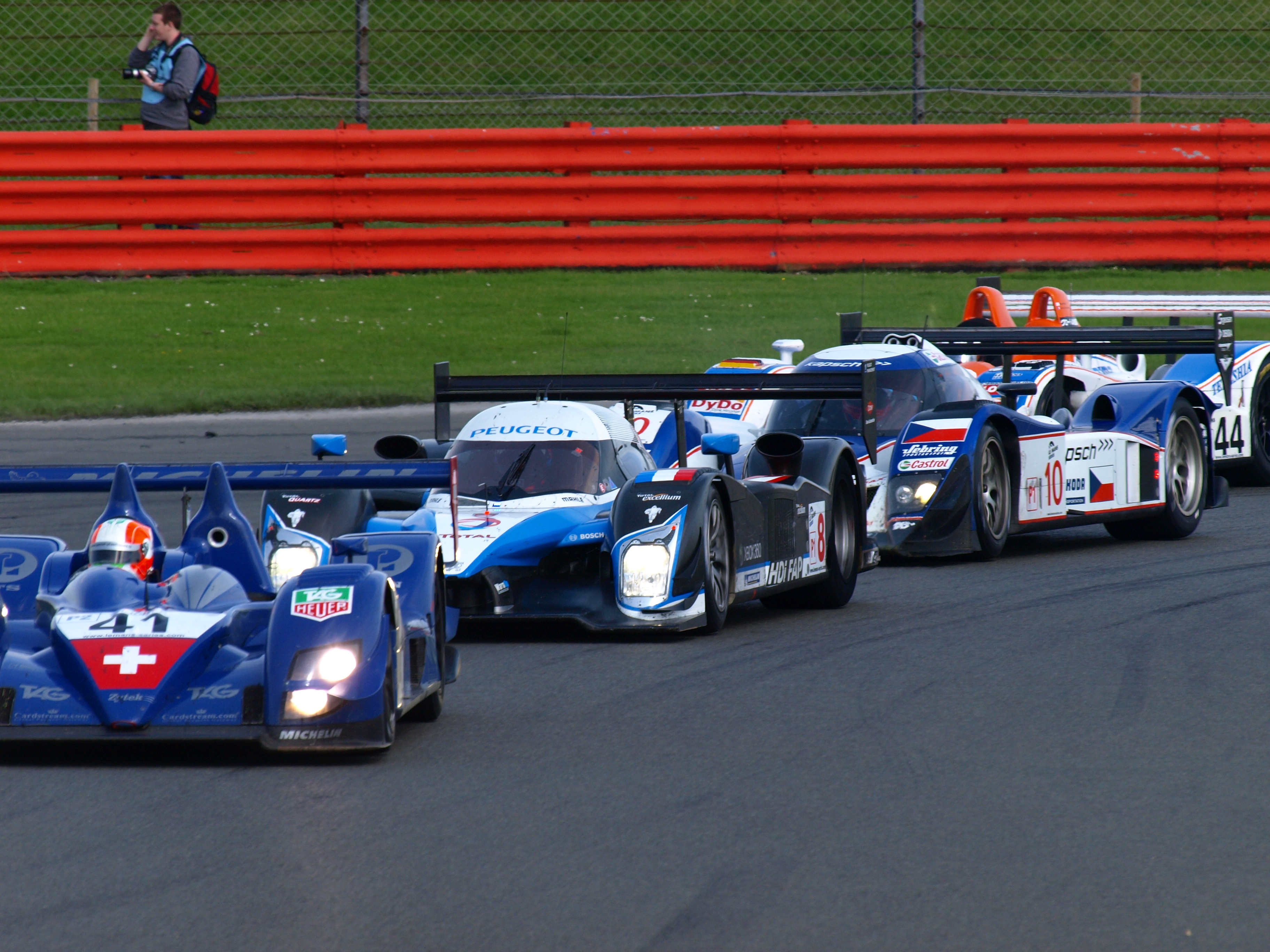
Cuatro sport prototipos en los 1000 km de Silverstone de 2008.

Junto con el Trofeo del Imperio Británico de 2000, se corrió una segunda carrera de 500 km en la que participaron tanto gran turismos como sport prototipos, que fue fecha puntuable de la American Le Mans Series. Esa competición anticipó la European Le Mans Series de 2001, un campeonato efímero que no visitó Silverstone. Silverstone volvió a albergar carreras de 1000 km cuando ese campeonato europeo de resistencia resurgió en 2004 con el nombre Le Mans Endurance Series (dos años más tarde Le Mans Series). Las ediciones de 2004, 2005 y 2012 tuvieron lugar en agosto y las demás en septiembre.
En 2010, la carrera se añadió también a la Copa Intercontinental Le Mans. En 2011, la carrera retomó la denominación y duración de 6 horas. La edición 2012 dejó de ser válida para la European Le Mans Series, y mantuvo su lugar en el renombrado Campeonato Mundial de Resistencia de la FIA.

## Ganadores
| Año       | Pilotos                                           | Automóvil               | Escudería                 | Campeonato                                   |
| --------- | ------------------------------------------------- | ----------------------- | ------------------------- | -------------------------------------------- |
| 1976      | John Fitzpatrick Tom Walkinshaw                   | BMW E9 3.5 CSL          | Hermetite BMW             | Campeonato Mundial de Sport Prototipos       |
| 1977      | Jochen Mass Jacky Ickx                            | Porsche 935/77          | Martini Racing            | Campeonato Mundial de Sport Prototipos       |
| 1978      | Jochen Mass Jacky Ickx                            | Porsche 935/78          | Martini Racing            | Campeonato Mundial de Sport Prototipos       |
| 1979      | John Fitzpatrick Hans Heyer Bob Wollek            | Porsche 935/77A         | Gelo Sportswear Team      | Campeonato Mundial de Sport Prototipos       |
| 1980      | Alain de Cadenet Desiré Wilson                    | De Cadenet Lola-Ford    | Alain de Cadenet          | Campeonato Mundial de Sport Prototipos       |
| 1981      | Harald Grohs Walter Röhrl Dieter Schornstein      | Porsche 935J            | Vegla Racing Team         | Campeonato Mundial de Sport Prototipos       |
| 1982      | Riccardo Patrese Michele Alboreto                 | Lancia LC1              | Martini Racing            | Campeonato Mundial de Sport Prototipos       |
| 1983      | Derek Reginald Bell Stefan Bellof                 | Porsche 956             | Porsche                   | Campeonato Mundial de Sport Prototipos       |
| 1984      | Jochen Mass Jacky Ickx                            | Porsche 956             | Porsche                   | Campeonato Mundial de Sport Prototipos       |
| 1985      | Jochen Mass Jacky Ickx                            | Porsche 962C            | Porsche                   | Campeonato Mundial de Sport Prototipos       |
| 1986      | Derek Warwick Eddie Cheever                       | Jaguar XJR-6            | Jaguar                    | Campeonato Mundial de Sport Prototipos       |
| 1987      | Raul Boesel Eddie Cheever                         | Jaguar XJR-8            | Jaguar                    | Campeonato Mundial de Sport Prototipos       |
| 1988      | Martin Brundle Eddie Cheever                      | Jaguar XJR-9            | Jaguar                    | Campeonato Mundial de Sport Prototipos       |
| 1989      | No se disputó                                     | No se disputó           | No se disputó             | No se disputó                                |
| 1990      | Martin Brundle Alain Ferté                        | Jaguar XJR-11           | Jaguar                    | Campeonato Mundial de Sport Prototipos       |
| 1991      | Derek Warwick Teo Fabi                            | Jaguar XJR-14           | Jaguar                    | Campeonato Mundial de Sport Prototipos       |
| 1992      | Derek Warwick Yannick Dalmas                      | Peugeot 905 Evo 1B      | Peugeot Talbot Sport      | Campeonato Mundial de Sport Prototipos       |
| 1993-1999 | No se disputó                                     | No se disputó           | No se disputó             | No se disputó                                |
| 2000      | J.J. Lehto Jörg Müller                            | BMW V12 LMR             | BMW Motorsport            | American Le Mans Series                      |
| 2001-2003 | No se disputó                                     | No se disputó           | No se disputó             | No se disputó                                |
| 2004      | Allan McNish Pierre Kaffer                        | Audi R8 LMP             | Audi Sport UK Team Veloqx | Le Mans Series                               |
| 2005      | Allan McNish Stéphane Ortelli                     | Audi R8 LMP             | Audi Team Oreca           | Le Mans Series                               |
| 2006      | No se disputó                                     | No se disputó           | No se disputó             | No se disputó                                |
| 2007      | Marc Gené Nicolas Minassian                       | Peugeot 908 HDI FAP     | Peugeot                   | Le Mans Series                               |
| 2008      | Allan McNish Rinaldo Capello                      | Audi R10 TDI            | Audi Sport Team Joest     | Le Mans Series                               |
| 2009      | Olivier Panis Nicolas Lapierre                    | Oreca 01-AIM            | Oreca                     | Le Mans Series                               |
| 2010      | Anthony Davidson Nicolas Minassian                | Peugeot 908 HDI FAP     | Peugeot                   | Copa Intercontinental Le Mans                |
| 6 Horas   |                                                   |                         |                           |                                              |
| 2011      | Sébastien Bourdais Simon Pagenaud                 | Peugeot 908             | Peugeot                   | Le Mans Series Copa Intercontinental Le Mans |
| 2012      | Marcel Fässler André Lotterer Benoît Tréluyer     | Audi R18 e-tron quattro | Audi Sport Team Joest     | Campeonato Mundial de Resistencia            |
| 2013      | Tom Kristensen Allan McNish Loïc Duval            | Audi R18 e-tron quattro | Audi Sport Team Joest     | Campeonato Mundial de Resistencia            |
| 2014      | Anthony Davidson Sébastien Buemi Nicolas Lapierre | Toyota TS040 Hybrid     | Toyota Gazoo Racing       | Campeonato Mundial de Resistencia            |
| 2015      | Marcel Fässler André Lotterer Benoît Tréluyer     | Audi R18 e-tron quattro | Audi Sport Team Joest     | Campeonato Mundial de Resistencia            |
| 2016      | Neel Jani Marc Lieb Romain Dumas                  | Porsche 919 Hybrid      | Porsche Team              | Campeonato Mundial de Resistencia            |
| 2017      | Anthony Davidson Sébastien Buemi Kazuki Nakajima  | Toyota TS050 Hybrid     | Toyota Gazoo Racing       | Campeonato Mundial de Resistencia            |
| 2018      | Thomas Laurent Gustavo Menezes Mathias Beche      | Rebellion R13-Gibson    | Rebellion Racing          | Campeonato Mundial de Resistencia            |
| 4 Horas   |                                                   |                         |                           |                                              |
| 2019      | Mike Conway Kamui Kobayashi José María López      | Toyota TS050 Hybrid     | Toyota Gazoo Racing       | Campeonato Mundial de Resistencia            |

## Estadísticas

### Constructores con más títulos
| Núm. | Constructor | Victorias | Años                                           |
| ---- | ----------- | --------- | ---------------------------------------------- |
| 1    | Porsche     | 8         | 1977, 1978, 1979, 1981, 1983, 1984, 1985, 2016 |
| 2    | Audi        | 6         | 2004, 2005, 2008, 2012, 2013, 2015             |
| 3    | Jaguar      | 5         | 1986, 1987, 1988, 1990, 1991                   |
| 4    | Peugeot     | 4         | 1992, 2007, 2010, 2011                         |
| 5    | BMW         | 2         | 1976, 2000                                     |
| 5    | Toyota      | 2         | 2017, 2019                                     |
| 7    | Lola        | 1         | 1980                                           |
| 7    | Lancia      | 1         | 1982                                           |
| 7    | Oreca       | 1         | 2009                                           |
| 7    | Rebellion   | 1         | 2018                                           |